# Wyrzysk
Wyrzysk is een stad in het Poolse woiwodschap Groot-Polen, gelegen in de powiat Pilski. De oppervlakte bedraagt 4,12 km², het inwonertal 5263 (2005). Van 1815 tot 1919 hoorde Wyrzysk tot het koninkrijk Pruisen en was bekend onder de naam Wirsitz. In 1919 was 53% van de bevolking Duitstalig.

## Geboren in Wirsitz / Wyrzysk
- Wernher von Braun (1912-1977), Duits-Amerikaans raketspecialist